# Arrondissement de Plön
Pour les articles homonymes, voir Plön (homonymie).
L’arrondissement de Plön (Kreis Plön en allemand) est un arrondissement (Kreis ou Landkreis en allemand) du Land de Schleswig-Holstein, en Allemagne. Son chef-lieu est Plön.

## Villes, communes et communautés d'administration
(Nombre d'habitants le 31 décembre 2010)
| Villes et communes non liées à un canton | Villes et communes non liées à un canton |
| --- | ---------------------------------------- |
| - Ascheberg (Holstein) (3 163) - Bönebüttel (2 058) - Bösdorf (1 454) - Plön, ville (12 795) - Preetz, ville (15 782) - Schwentinental, ville (13 511) |                                          |

Cantons avec leurs communes liées : (* = siège administratif)
| - 1. Amt Bokhorst-Wankendorf (8 090) 1. Belau (352) 2. Großharrie (545) 3. Rendswühren (789) 4. Ruhwinkel (1 022) 5. Schillsdorf (891) 6. Stolpe (1 320) 7. Tasdorf (356) 8. Wankendorf* (2 815) - 2. Amt Großer Plöner See (12 584) [Siège : Plön] 1. Dersau (902) 2. Dörnick (271) 3. Grebin (945) 4. Kalübbe (559) 5. Lebrade (579) 6. Nehmten (275) 7. Rantzau (316) 8. Rathjensdorf (526) 9. Wittmoldt (182) 10. Bosau, située dans l'arrondissement du Holstein-de-l'Est | - 3. Amt Lütjenburg (15 906) 1. Behrensdorf (Ostsee) (614) 2. Blekendorf (1 746) 3. Dannau (650) 4. Giekau (1 093) 5. Helmstorf (331) 6. Högsdorf (418) 7. Hohenfelde (1 073) 8. Hohwacht (Ostsee) (871) 9. Kirchnüchel (170) 10. Klamp (747) 11. Kletkamp (125) 12. Lütjenburg*, ville (5 326) 13. Panker (1 520) 14. Schwartbuck (811) 15. Tröndel (411) - 4. Amt Preetz-Land (9 660) 1. Barmissen (174) 2. Boksee (467) 3. Bothkamp (288) 4. Großbarkau (179) 5. Honigsee (460) 6. Kirchbarkau (722) 7. Klein Barkau (246) 8. Kühren (681) 9. Lehmkuhlen (1 459) 10. Löptin (314) 11. Nettelsee (421) 12. Pohnsdorf (471) 13. Postfeld (457) 14. Rastorf (862) 15. Schellhorn* (1 604) 16. Wahlstorf (500) 17. Warnau (355) | - 5. Amt Probstei (22 660) 1. Barsbek (600) 2. Bendfeld (222) 3. Brodersdorf (419) 4. Fahren (144) 5. Fiefbergen (571) 6. Höhndorf (399) 7. Köhn (835) 8. Krokau (477) 9. Krummbek (403) 10. Laboe (5 192) 11. Lutterbek (364) 12. Passade (347) 13. Prasdorf (465) 14. Probsteierhagen (2 132) 15. Schönberg (Holstein)* (6 677) 16. Stakendorf (451) 17. Stein (816) 18. Stoltenberg (310) 19. Wendtorf (1 098) 20. Wisch (738) - 6. Amt Schrevenborn (18 254) 1. Heikendorf* (8 234) 2. Mönkeberg (3 791) 3. Schönkirchen (6 229) - 7. Amt Selent/Schlesen (5 545) [Siège : Schwentinental] 1. Dobersdorf (1 133) 2. Fargau-Pratjau (768) 3. Lammershagen (270) 4. Martensrade (963) 5. Mucheln (566) 6. Schlesen (518) 7. Selent (1 327) |

## Administrateurs de l'arrondissement
- 1868–1874: Moritz Friederici[2]
- 1874–1875: Wilhelm Woldeck von Arneburg (de)
- 1875–1889: Hugo von Brackel (de)
- 1889–1897: Christian zu Rantzau (de)
- 1897–1904: Karl von Behr (de)
- 1904–1914: Hermann von Rumohr
- 1914–1933: Max Kiepert
- 1933–1939: Gerhard Werther (de)
- 1939–1940: Klaus Meyer (de)
- 1940–1943: Waldemar von Mohl (de)
- 1943–1945: Alfons Galette (de)
- 1945–1946: Fritz Köhler
- 1946: Georg Uebel
- 1946–1950: Otto Wulff (de)
- 1950–1956: Hans Dassau
- 1956–1961: Karl Eberhard Laux (de)
- 1961–1979: Alfons Galette (de)
- 1979–1988: Wolf-Rüdiger von Bismarck (de)
- 1988–1994: Joachim Wege (de)
- 1994–2011: Volkram Gebel (de)
- 2011-2023: Stephanie Ladwig (de)
- depuis 2023: Björn Demmin (de)

## Carte

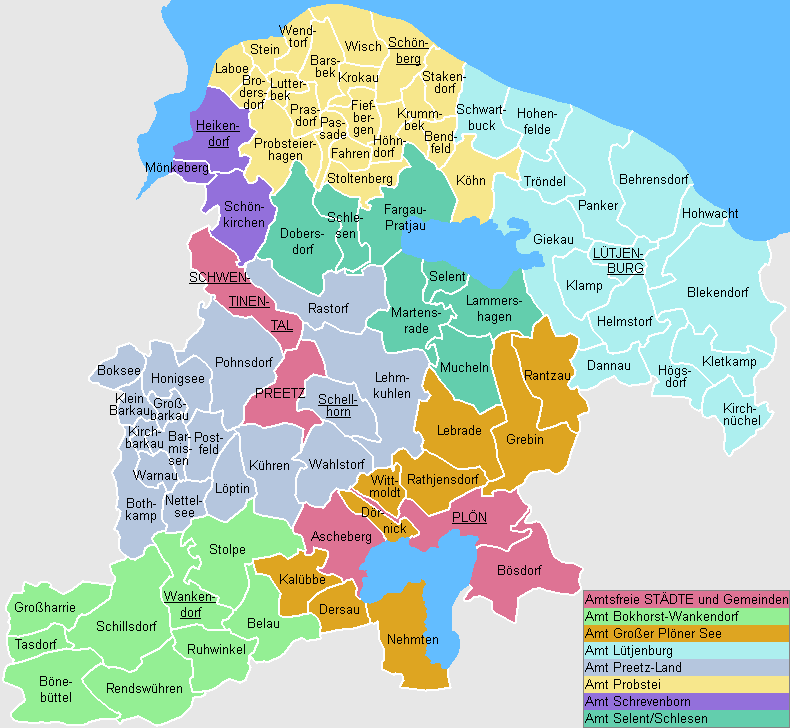
Découpage de l’arrondissement